# Прьевалы (район Сеница)
Прьевалы (словац. Prievaly) — село и одноимённая община в районе Сеница Трнавского края Словакии. В письменных источниках начинает упоминаться с 1439 года.

## География
Село расположено в западной части края у западных склонов Малых Карпат, при автодороге 501. Абсолютная высота — 244 метров над уровнем моря. Площадь муниципалитета составляет 15,01 км². С 1756 года в селе есть римско-католический костёл Святого Михаила в стиле барокко.

## Население
По данным последней официальной переписи 2021 года, численность населения селa составляла 973 человек.
Динамика численности населения общины по годам:
| Год:                | 1994 | 2004    | 2014    | 2024    |
| ------------------- | ---- | ------- | ------- | ------- |
| Количество человек: | 927  | 906     | 996     | 941     |
| Разница:            |      | −2,26 % | +9,93 % | −5,52 % |

Национальный состав населения (по данным переписи населения 2011 года):
| Национальность | Численность, человек |
| -------------- | -------------------- |
| словаки        | 905                  |
| венгры         | 1                    |
| чехи           | 6                    |
| моравы         | 1                    |
| другие         | 6                    |
| не указана     | 45                   |